# Glasgow Central (Estação Ferroviária)
Glasgow Central (em gaélico escocês:  Glaschu Mheadhain) é um dos dois principais terminais ferroviários de Glasgow, na Escócia, juntamente com Glasgow Queen Street. É a estação ferroviária mais movimentada do país, e a décima segunda da Grã-Bretanha. Entre 2017 e 2018, cerca de 32,9 milhões de pessoas utilizaram seus serviços, número que manteve-se parecido nos anos seguintes. No entanto, houve uma queda significativa entre 2020 e 2021, como consequência das restrições de circulação impostas pela pandemia de COVID-19. Naquele período, o movimento anual reduziu-se para apenas 5,3 milhões. Entre 2021 e 2022 foram 15,3 milhões.
A estação foi inaugurada pela Caledonian Railway em 1º de agosto de 1879, sendo uma das 20 atualmente de propriedade da Network Rail. É o terminal norte da West Coast Main Line (397 milhas (640 km) ao norte de London Euston, em Londres, estação final da WCML). Além de ser o principal terminal intermunicipal de Glasgow para serviços em direção à Inglaterra, também atende os subúrbios ao sul da conurbação da Grande Glasgow, bem como as costas de Ayrshire e Clyde.
Glasgow Central é tombado pelo Patrimônio Histórico Britânico na Categoria A (estruturas de importância arquitetônica ou histórica nacional ou internacional). Também foi um dos únicos dez terminais ferroviários a receber cinco estrelas no guia Britain's 100 Best Railway Stations, de Simon Jenkins. Em 2017, a estação recebeu uma pontuação de satisfação do cliente de 95,2%, a mais alta do Reino Unido.

## Estação Original
A estação original, inaugurada em 1º de Agosto de 1879 na margem norte do rio Clyde, tinha oito plataformas e era ligada à estação de Bridge Street por uma ponte ferroviária sobre Argyle Street, uma das mais importantes vias de Glasgow, e outra ponte ferroviária de quatro vias, construída por Sir William Arrol, que cruzava o Clyde ao sul. A estação foi construída sobre o local da vila de Grahamston, cuja rua central (Alston Street) foi demolida para dar lugar à plataforma do terminal ferroviário.
Logo aquela estação ficou congestionada. Em 1890, foi concluída uma solução temporária com o alargamento da ponte sobre a Argyle Street e a inserção de uma nona plataforma. Também foi inicialmente planejado aumentar a estação Bridge Street para oito linhas de passagem, e crescer a estação Central para 13 plataformas.

## Estação de Nível Baixo

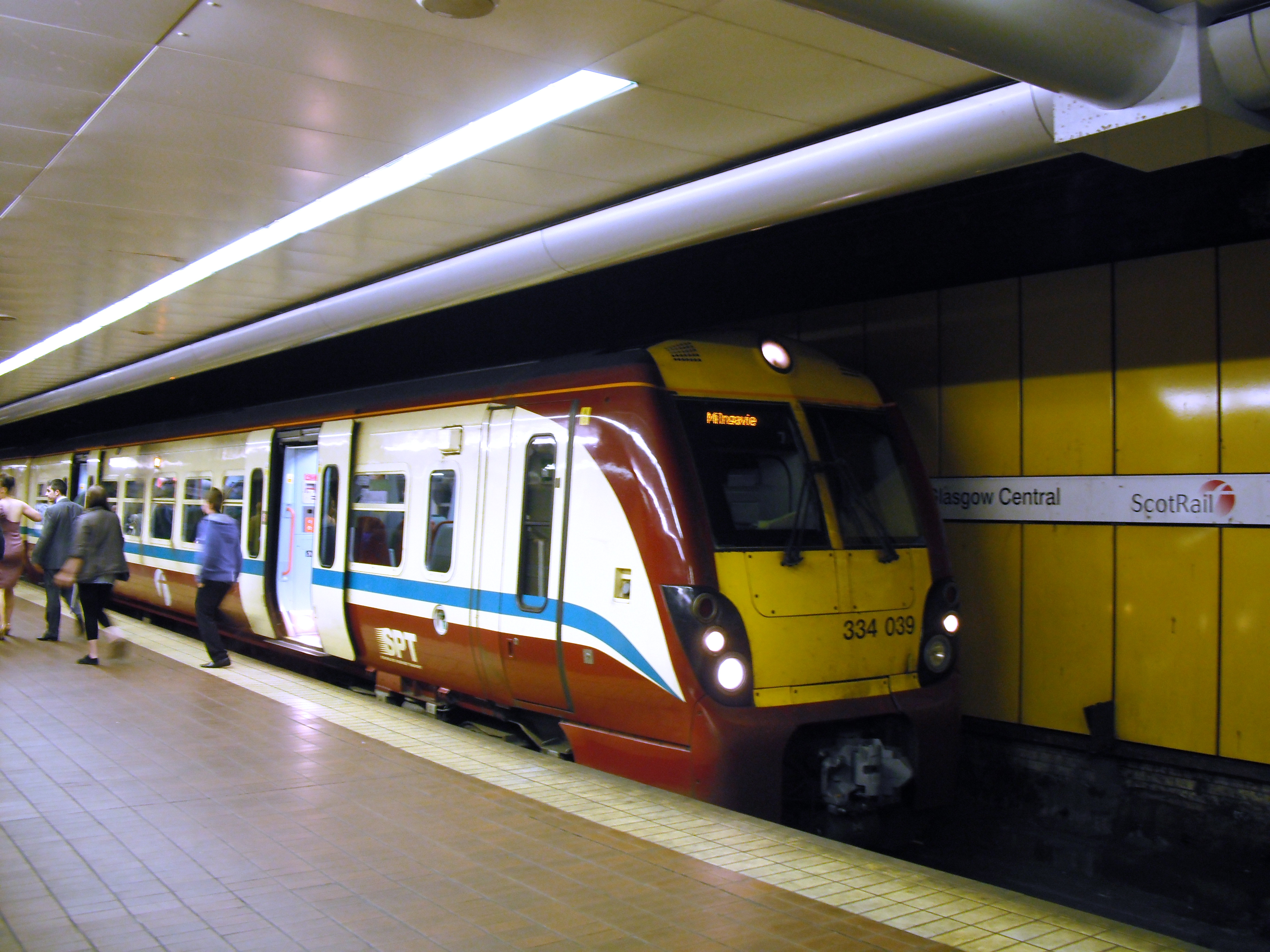
Um modelo Class 334 à serviço da Argyle Line na estação de nível baixo em Glasgow Central

As plataformas de nível baixo eram originalmente uma estação separada de duas ilhas, e foram adicionadas para servir à parte subterrânea da Glasgow Central Railway, autorizada em 10 de agosto de 1888 e inaugurada em 10 de agosto de 1896. A Glasgow Central Railway foi assumida pela Caledonian Railway em 1890. Os serviços iam de Maryhill Central e da Lanarkshire and Dunbartonshire Railway, no oeste, até Rutherglen, e via Tollcross até Carmyle, Newton e outros destinos da Caledonian Railway a leste de Glasgow. Outras estações incluem Cambuslang e Motherwell.

## 1901–1905 - Reconstrução da Estação
Em 1900, a estação foi novamente considerada muito pequena. Naquela época, ela funcionava em dois níveis: a estação de nível alto, no mesmo nível da Gordon Street, que é uma ponte sobre a Argyle Street, e a estação de nível baixo. O número de passageiros por ano nas plataformas de nível alto havia aumentado em 5,156 milhões desde que a primeira extensão foi concluída em 1890. O uso de passageiros por ano em 1899 foi de 16,841 milhões na estação de nível alto e 6,416 milhões na de nível baixo, um total de 23,257 milhões.

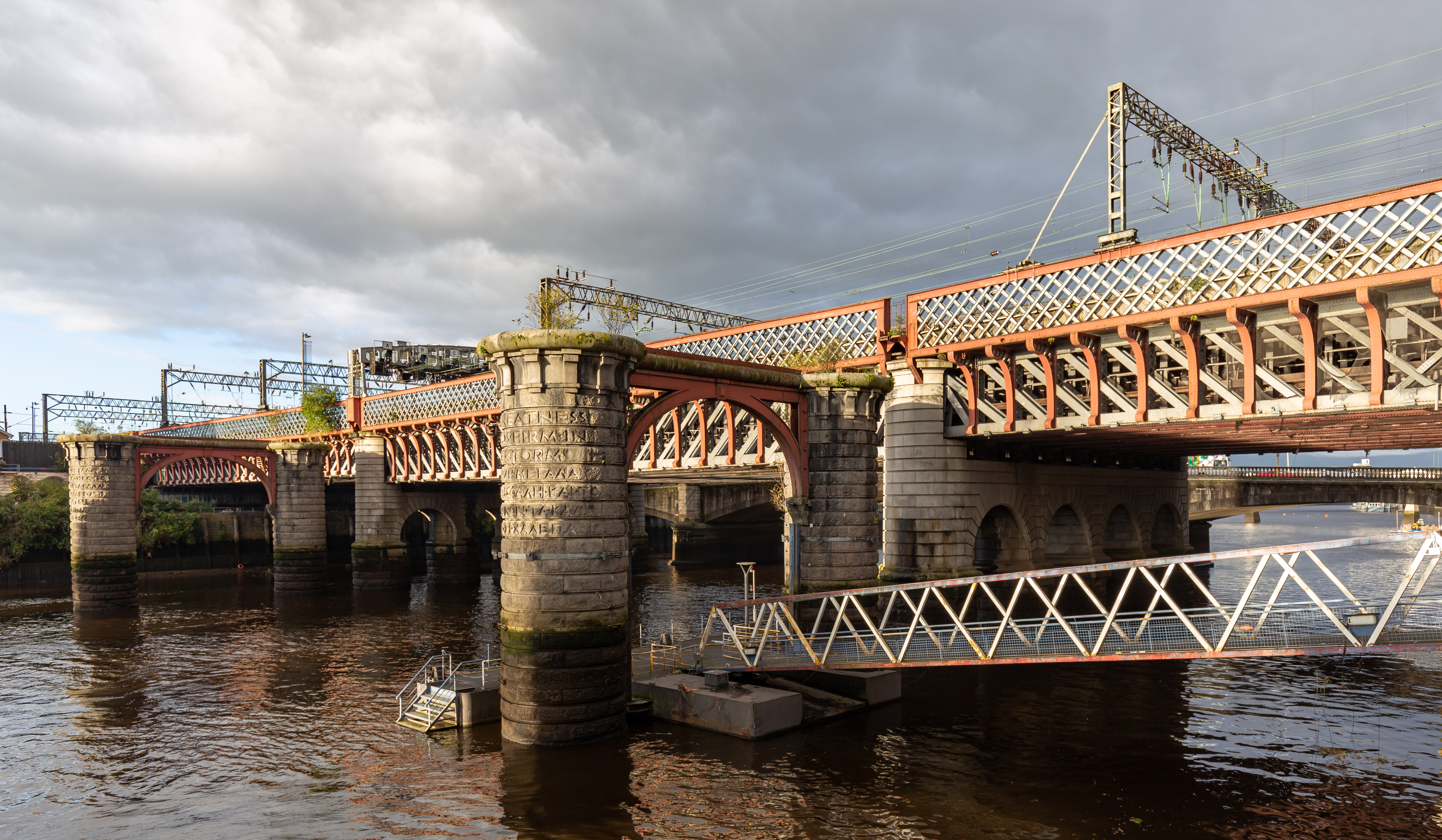
Caledonian Railway Bridge, ponte ferroviária sobre o rio Clyde, em Glasgow.

Entre 1901 e 1905 a estação original foi reconstruída. Ela foi estendida sobre o topo da Argyle Street, e treze plataformas foram feitas. Uma ponte adicional de oito trilhos, a Caledonian Railway Bridge, foi construída sobre o rio Clyde, e a ponte original foi elevada em 30 polegadas (0,75 m). A estação Bridge Street foi, então, fechada.
Também durante a reconstrução de 1901–1905, uma série de desvios foram criados no final das plataformas 11 e 12, na ponte sobre o rio Clyde. Estes foram nomeados West Bank Siding, Mid Bank Siding e East Bank Siding. Um desvio de doca (doca n.º 14) foi criado na extremidade sul da plataforma 13.
Glasgow Central possui um amplo saguão contendo lojas, restaurantes, bilheterias e um centro de viagens. É fronteado pelo Grand Central Hotel, na Gordon Street, projetado por Robert Rowand Anderson, renomado arquiteto vitoriano escocês. O prédio da estação também abriga uma longa fila de lojas e bares no lado da Union Street. O subsolo não é aberto ao público em geral, exceto por meio de passeios oficiais regulares, e abriga estacionamento privado e funções de utilidade para a estação e o hotel adjacente.

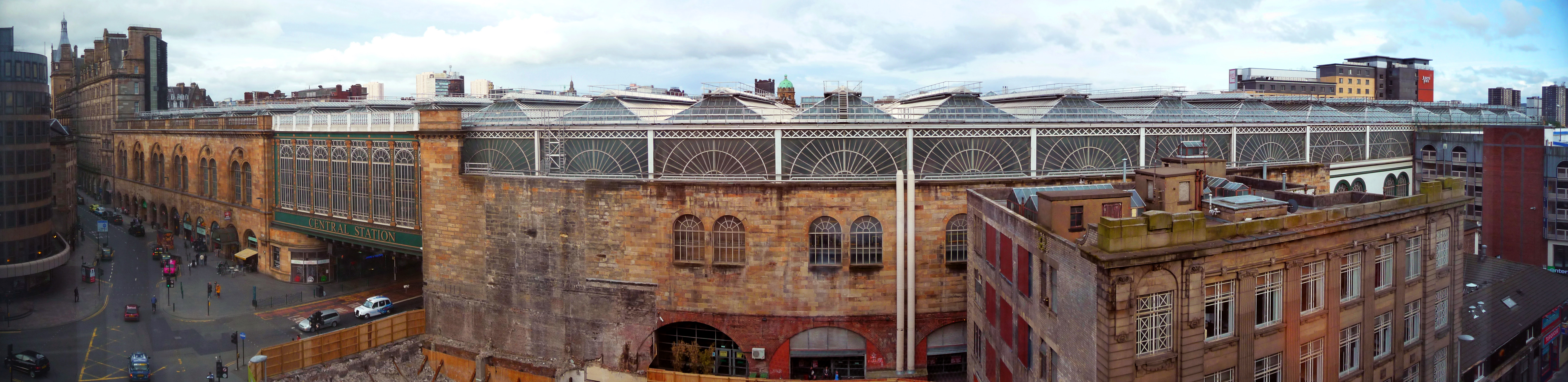
Vista da Glasgow Central em maio de 2009, com a distinta fachada do Hielanman's Umbrella e a Argyle Street passando por baixo dela no centro

As características arquitetônicas famosas da estação são a grande ponte com paredes de vidro que leva o prédio da estação sobre a Argyle Street, apelidada de Hielanman's Umbrella (Guarda-chuva dos Highlanders) porque era usada como ponto de encontro para pessoas das Terras Altas da Escócia (Highlands) que viviam na cidade; e a antiga bilheteira e edifício de informações. Este era um grande edifício oval, com o escritório de reservas no andar térreo e a exibição de informações dos trens para os passageiros em grandes placas de destino de tecido impresso colocadas atrás de grandes janelas no primeiro andar por uma equipe de dois homens. Debaixo da Umbrella há várias lojas e bares. O The Arches, antigo complexo de discoteca, teatro, galeria e restaurante, também estava localizado abaixo da estação.

## Central Hotel

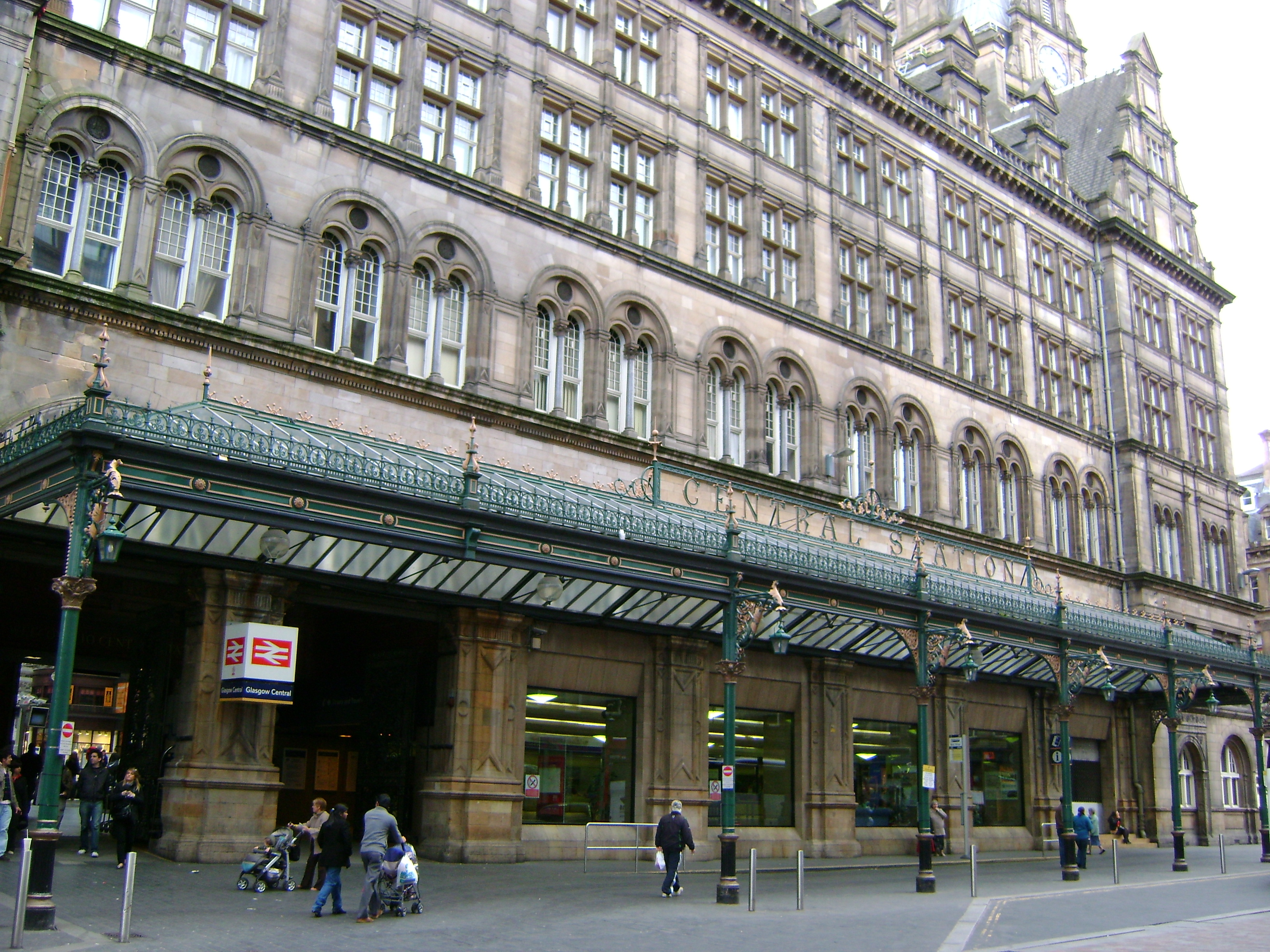
A entrada da estação pela Gordon Street, com o Grand Central Hotel acima dela.

A Estação Central é fronteada pelo Grand Central Hotel, na Gordon Street. Ao lado do saguão da estação, em seu apogeu este era um dos hotéis de maior prestígio de Glasgow.
Foi originalmente desenhado por Robert Rowand Anderson, no Estilo rainha Ana; ele também mobiliou as salas públicas. O hotel foi concluído em 1883, mas ampliado junto com a estação entre 1901 e 1906. A extensão do Central Hotel foi projetada por James Miller e inaugurada em 15 de abril de 1907.
As primeiras imagens de televisão de longa distância do mundo foram transmitidas para o Central Hotel, em 24 de maio de 1927, por John Logie Baird. O hotel foi vendido pela British Rail na década de 1980, passando pelas mãos de vários operadores privados até que seu proprietário mais recente, o Real Hotel Group, entrou em processo de Recuperação Judicial em fevereiro de 2009, e o hotel posteriormente foi fechado em meio a preocupações com a contaminação pelo uso de amianto e deterioração estrutural.
Em junho daquele ano, uma nova empresa adquiriu o edifício do hotel e trabalhou para reformá-lo e rebatizá-lo como Glasgow Grand Central Hotel. O hotel reformado foi reaberto em Junho de 2010. Em 2021 foi novamente reformado, desta vez pelo IHG Hotels & Resorts, e renomeado para voco Grand Central Hotel.

## Sinalização

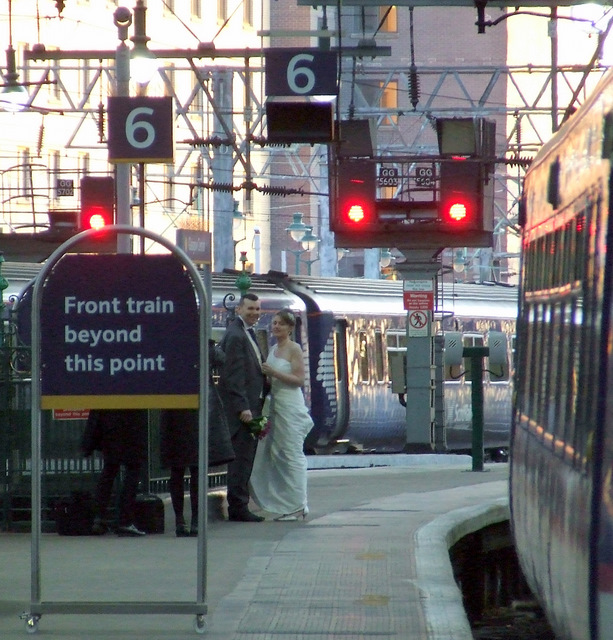
Casal de noivos posa para fotos na estação

A caixa de sinal original de 1889 foi substituída por uma caixa eletropneumática operada por energia baseada no sistema da Westinghouse Rail Systems. A instalação começou em outubro de 1907, com a inauguração em 5 de abril de 1908. Foi construída diretamente sobre o rio Clyde, entre as duas pontes, acima do nível dos trilhos. Dentro havia um quadro de 374 alavancas em miniatura, tornando-o o mais longo quadro de força já construído na Grã-Bretanha.
O Centro de Sinalização de Glasgow Central, localizado na Junção de Bridge Street, foi inaugurado em 2 de janeiro de 1961. Substituiu as caixas de sinalização na estação Central, Junção de Bridge Street, Junção de Eglinton Street e  Estação Eglinton Street. Quando inaugurado, era capaz de lidar com 1.000 rotas.
O novo centro de sinalização era necessário por três razões:
- A caixa de sinal de energia de 1907 estava gasta;
- A ponte original de 1879 estava chegando ao fim de sua vida útil, sendo mais eficaz usar a ponte mais nova (1904) para lidar com todo o tráfego, com as linhas sinalizadas bidirecionalmente;
- Eletrificação da Cathcart Circle Lines e, posteriormente, dos serviços para Gourock e Wemyss Bay e da West Coast Main Line.[20]

Além da remoção da ponte à leste, os cruzamentos em tesoura através da estação, o desvio do Cathcart Engine, East Bank Siding, Mid Bank Siding e doca n.º 14 foram removidos. O West Bank Siding foi numerado como Plataforma 11a.
O Centro de Sinalização de Glasgow Central foi fechado em 27 de dezembro de 2008, quando sua área de controle foi transferida para o novo West of Scotland Signalling Centre (WSSC) (Centro de Sinalização do Oeste da Escócia), em Cowlairs. A estação é atualmente sinalizada por dois Westinghouse Westlock Interlockings, controlados por meio de um sistema de controle Alstom MCS.

## Eletrificação Ferroviária

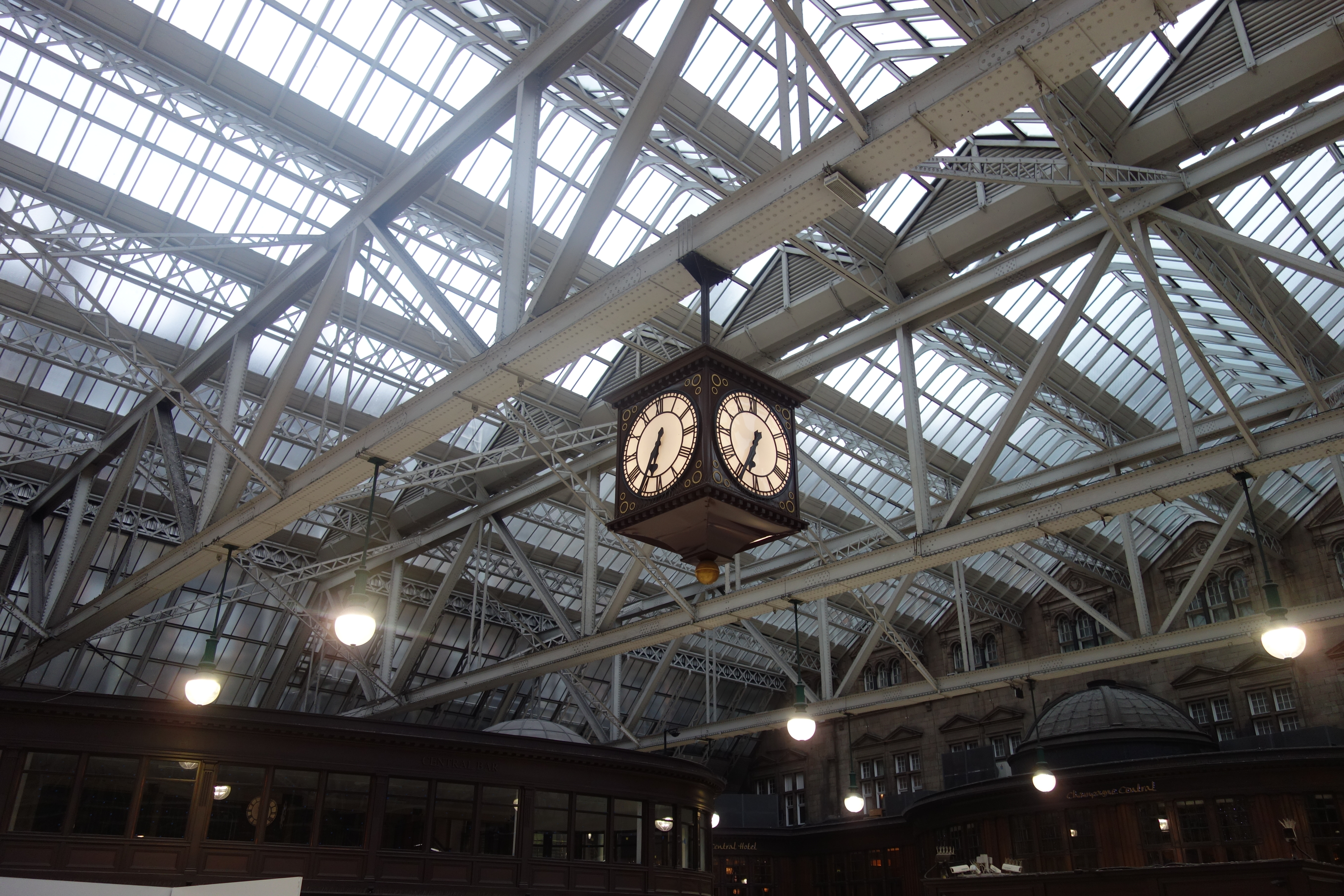
Detalhe do telhado de Glasgow Central, com relógio ferroviário

Linhas de energia aéreas começaram a aparecer nas plataformas de nível alto no início dos anos 1960, sob a British Railways. Em primeiro lugar, vieram as linhas aéreas de 6,25 kV CA do esquema de eletrificação da Cathcart Circle Lines, à partir de 29 de maio de 1962. Durante esse período, a velha ponte de 1879 sobre o rio Clyde foi removida, e as linhas ferroviárias foram reorganizadas.
Isso foi seguido pela eletrificação das linhas aéreas de 25 kV AC da Glasgow and Paisley Joint Railway e da Inverclyde Line para Gourock e Wemyss Bay, concluída em 1967. O esquema de eletrificação do norte da West Coast Main Line começou em 6 de maio de 1974. Parte da Cathcart Circle Lines foi atualizada para o fornecimento de 25 kV CA no mesmo ano, para fornecer uma rota diversionária; toda a rota Cathcart Circle foi posteriormente atualizada para esse suprimento.
Os planos para eletrificar outras rotas, como a Whifflet Line, como parte de um esquema para melhorar os serviços ferroviários na Escócia, foram concluídos em novembro de 2014.

## Desenvolvimentos do final do Século XX

### Estação de nível baixo

#### Fechamento
Os serviços através da estação de nível baixo, inicialmente generosos, foram bastante reduzidos devido à concorrência com o extenso e eficiente sistema de bondes da Glasgow Corporation Tramways (à época, um dos maiores sistemas de bondes urbanos da Europa), isso já bem antes de sua retirada em 3 de outubro de 1964, sob o "Beeching Axe", a reestruturação do sistema ferroviário nacionalizado na Grã-Bretanha. Os próprios bondes foram substituídos por ônibus em 1962.

#### Reabertura
Em 1979, parte da linha de nível baixo foi eletrificada e reaberta como Argyle Line, integrando a rede ferroviária suburbana de Glasgow. Consistia numa única plataforma insular, numerada como Plataformas 14 e 15 (renumeradas em 2008 para 16 e 17, com a ocorrência do projeto de ressinalização e a adição de duas novas plataformas ao nível superior).
Inicialmente os serviços eram prestados por unidades da Classe 303 e Classe 314, sendo que estes últimos foram construídos especificamente para este serviço. Após a retirada das unidades da 303, o serviço passou a ser prestado pelas unidades das classes 318 e 334 "Juniper".
As unidades da classe 320 deveriam ser usadas na rota, mas devido à posição dos monitores originais do motorista para verificação de portas, isso se mostrou impossível. Portanto, essas ficaram restritas à North Clyde Line. Isso mudou em 2011, com um programa de obras realizado para permitir que as unidades 320 atendessem ao serviço de passageiros da estação. As unidades das classes 320 e 318 agora fornecem a maioria dos serviços da Argyle Line, com a maioria dos 334s tendo se mudado para operar o Ligação Ferroviária Airdrie-Bathgate.

#### Inundações
Durante o período festivo de Natal de 1994, em 11 de dezembro, uma chuva torrencial fez com que o rio Kelvin transbordasse na àrea da estação fechada de Kelvinbridge, com a água percorrendo os túneis abandonados até Exhibition Centre e a estação de nível baixo, que foi completamente submersa pela enchente resultante. Devido a isso, ela teve que permanecer fechado até 24 de setembro do ano seguinte, enquanto os reparos eram feitos.
Em Agosto de 2002, outra forte chuva inundou as estações de nível de Dalmarnock até o Exhibition Centre por várias semanas. A maioria dos serviços foi encaminhada para as plataformas de nível alto ou para a Glasgow Queen Street. As inundações de Glasgow em 2002 tiveram vários outros efeitos, causando um surto de Cryptosporidium no abastecimento de água da cidade.

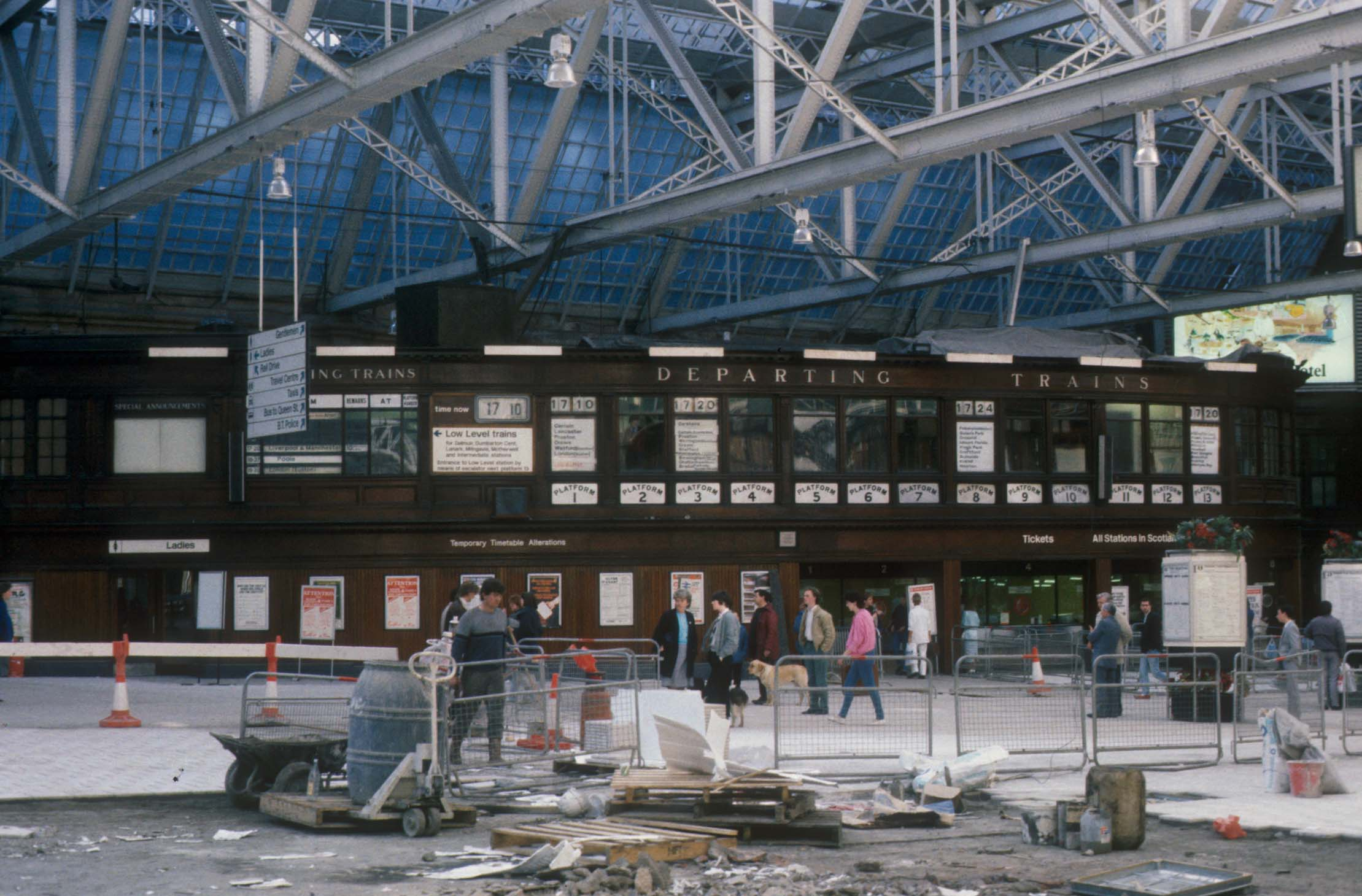
A placa de destino da Caledonian Railway ainda em uso durante a reforma de 1985

### Reconstrução dos anos 80
As instalações da estação de nível alto foram substancialmente reconstruídas em meados da década de 1980. O antigo prédio da bilheteria/informações foi substituído, em 1985, por um novo Centro de Viagens adjacente à entrada da Gordon Street. Em 1986, um grande painel de destino eletromecânico no final das plataformas, com um painel repetidor menor no lado oeste do saguão, substituiu os antigos painéis de informações de trens operados manualmente. O antigo escritório de reservas/prédio de informações foi mantido e reconstruído, passando a abrigar lojas, lanchonetes e um bar-restaurante no andar de cima. Já o piso da estação foi reformado em mármore.

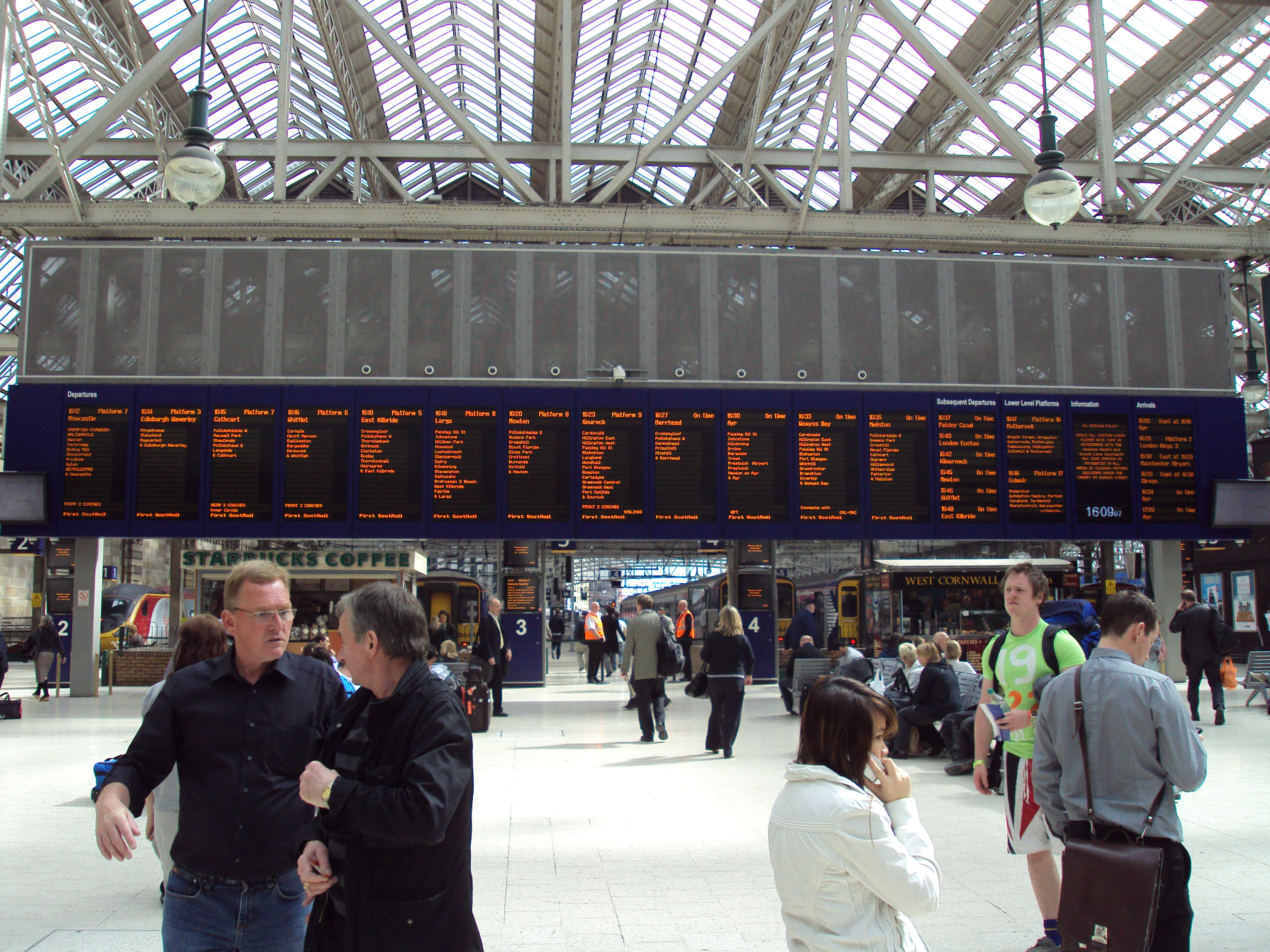
Placa de partida em LED acima das extremidades das plataformas 2 a 5, em 2005

### Reforma de 1998–2005
Em 1998, um programa de renovação de cinco anos foi iniciado pela Railtrack, que viu que viu a estação ser completamente redesenhada e reformada internamente pela Bovis Lend Lease – que também incluiu a restauração da Hielanman's Umbrella. As placas de destino em estilo vintage dos anos 1980 foram posteriormente substituídas por volta de 2005 por uma variedade de placas de LED. A melhoria final, a modernização da área do restaurante do andar superior, foi concluída também em 2005.

## Desenvolvimentos do Século XXI

### Layout
A plataforma 1 está localizada na extremidade leste e a plataforma 15 na extremidade oeste da estação, com as plataformas 16 e 17 diretamente abaixo das plataformas de nível alto da estação. As plataformas 1 e 2 são geralmente usadas por serviços transfronteiriços de longa distância operados pelas operadoras Avanti West Coast, TransPennine Express, London North Eastern Railway e CrossCountry, enquanto as plataformas 3 a 6 são usadas principalmente por serviços com destino a Lanark, Edimburgo, East Kilbride, Barrhead, Kilmarnock, Carlisle, Girvan e Stranraer. As plataformas 7 a 10 são usadas por serviços que operam ao longo do Cathcart Circle Lines e também rumo a Neilston e a estação Newton Mearns, mas outros serviços são conhecidos por também usá-los, enquanto as plataformas 11 a 15 são usadas principalmente por serviços para Ayr, Largs, Ardrossan, Gourock, Wemyss Bay e Paisley Canal, com a plataforma 11 servindo ainda como alívio para os serviços da Avanti se a 1 ou a 2 não puderem ser usadas.

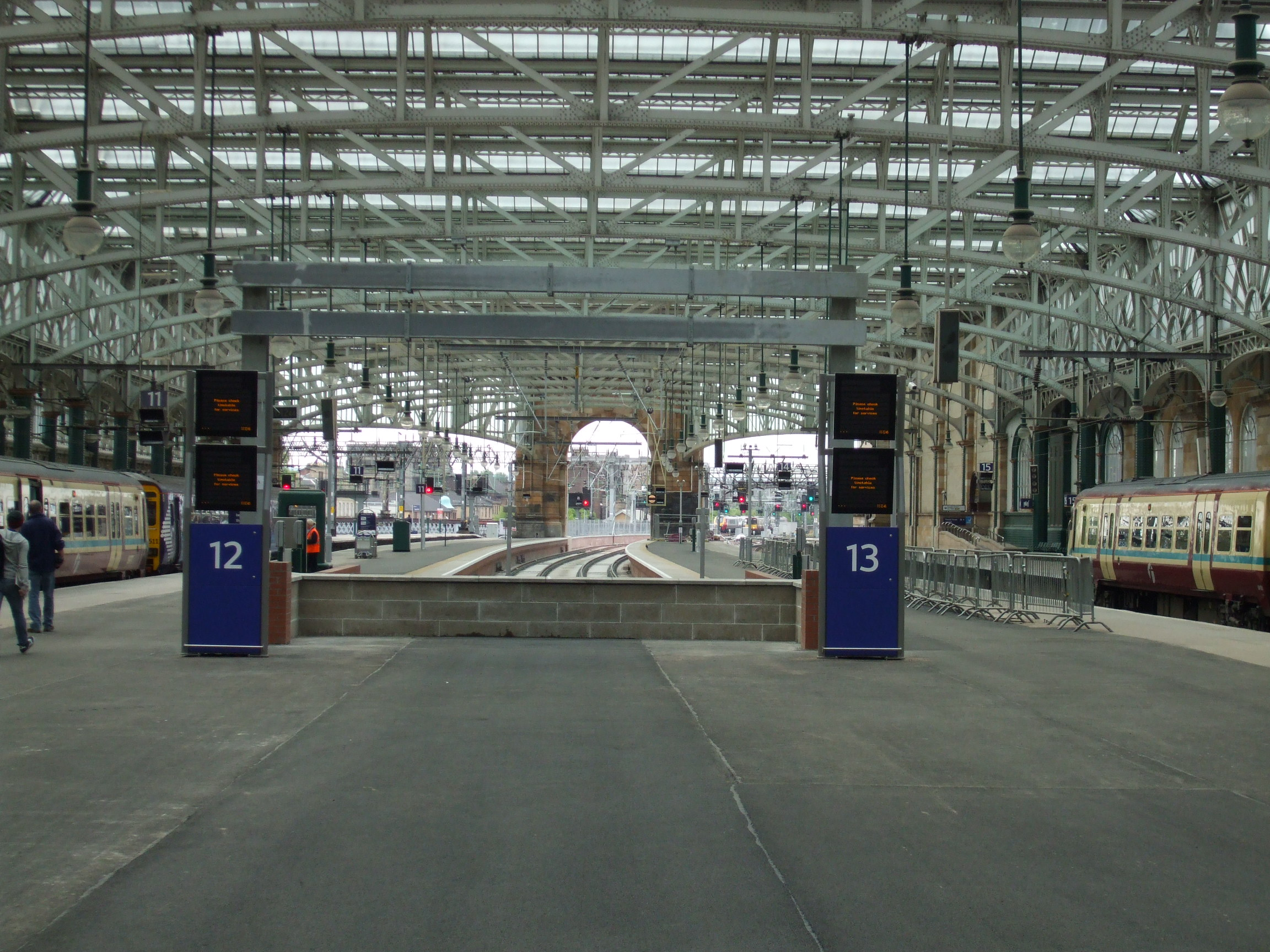
As novas Plataformas 12 e 13 na primeira semana após a entrada em operação

### Expansão de 2009/10
Para acomodar os planos cancelados da Ligação Ferroviária Glasgow Airport, as plataformas foram renumeradas. A plataforma 11a (o anterior West Bank Siding, na ponte sobre o rio Clyde) foi renumerada 12, enquanto 12 e 13 foram renumeradas 14 e 15, respectivamente. Em setembro de 2009, o antigo estacionamento no nível da plataforma e a área de desembarque de passageiros foram retirados de uso e a plataforma sobre o Clyde (recentemente renumerada como 12) foi removida. Duas novas plataformas foram criadas entre 11 e 14, entrando em operação em maio de 2010. Não há planos para substituir o estacionamento interno ou o desembarque de passageiros dentro da Estação. O estacionamento de vários andares existente na Oswald Street e o da rua ao redor da Estação permanecem, com o desembarque de passageiros sendo transferido para as ruas vizinhas. Durante o ciclone Xaver, em dezembro de 2013, o teto de vidro de Glasgow Central foi quebrado por destroços.

### Barreiras
Barreiras automáticas de bilhetes foram instaladas em Glasgow Central e três outras estações do centro da cidade a partir de 2011 como parte de uma repressão à evasão de tarifas para aumentar a receita de passagens. Anteriormente, barreiras haviam sido erguidas na estação Glasgow Queen Street em 2004, encerrando a política de "estações abertas" da ScotRail, sob a qual barreiras automáticas com funcionários e bilhetes foram descartadas durante a década de 1980 para encorajar mais usuários; neste caso, os bilhetes eram verificados no interior dos trens. A ScotRail finalizou as negociações com a Network Rail sobre o projeto em junho de 2010, com o projeto concluído em fevereiro de 2012, cobrindo as plataformas de nível alto de 3 a 15 e as plataformas de nível baixo 16 e 17. As plataformas 1 e 2 ficaram sem barreiras, pois são utilizadas principalmente por serviços expressos de longa distância com uma elevada proporção de passageiros que transportam bagagens pesadas.

### Excursões na Estação
Após o sucesso do evento de portas abertas do verão de 2013, a realização de passeios pela estação várias vezes por semana tiveram início em novembro do ano seguinte. Esses passeios de 90 minutos cobrem o telhado, além das catacumbas, abóbadas e uma vista de plataformas abandonadas abaixo da estação.

### Piano Garden
Em dezembro de 2017, a loja McLaren's Pianos cedeu um piano para a estação em empréstimo permanente, estando o instrumento à disposição do público para ser tocado. Esta área é conhecida como Piano Garden e está localizada diretamente atrás do estande de assistência à mobilidade.

## Bilheterias
Existem três salas de bilheterias, sendo duas são operadas pela ScotRail (a do saguão principal e a da entrada da Argyle Street) e a terceira sendo um centro de viagens administrado pela Avanti West Coast na entrada da Gordon Street. A Avanti também opera um lounge dedicado ao cliente próximo à Plataforma 1 e outro lounge de primeira classe.

## Serviços
À partir de 2022, Glasgow Central é servida por seis empresas operadoras de trens. A Scotrail usa as plataformas de nível alto e baixo, enquanto todas as outras operadoras usam apenas as de nível alto.
Um ponto de táxi fica ao norte da estação, enquanto os ônibus operam nas ruas adjacentes. As estações de metrô St. Enoch e Buchanan Street ficam a poucos minutos à pé.
A SPT opera a linha de ônibus 398 para Glasgow Queen Street e Buchanan Street.

### Padrão de Serviço
Abaixo segue o padrão de serviço de segunda a sexta-feira, fora do horário de pico, em trens por hora (tph)/trens por dia (tpd).

#### ScotRail
- Nível alto:
- 2 tph para Lanark via Motherwell e Wishaw
- 1 tph para Newton via Pollokshields East e Mount Florida
- 1 tph para Newton via Pollokshields West e Pollokshaws East
- 2 tph para Neilston via Mount Florida e Cathcart
- 1 tph para Edinburgh Waverley via Shotts e Wester Hailes
- 1 tp2h para Edinburgh Waverley via Motherwell e Carstairs
- 2 tph para Paisley Canal via Mosspark
- 1 tph para Gourock (rápido) via Paisley Gilmour Street and Port Glasgow
- 2 tph para Gourock (lento) via Paisley Gilmour Street, Paisley St James e Port Glasgow
- 1 tph para Wemyss Bay via Paisley Gilmour Street e Port Glasgow
- 2 tph para Ayr (rápido) via Kilwinning e Prestwick International Airport
- 2 tph para Ayr (lento) via Paisley Gilmour Street, Kilwinning e Prestwick International Airport
- 1 tph para Ardrossan Harbour via Paisley Gilmour Street e Ardrossan Town
- 1 tph para Largs via Paisley Gilmour Street e West Kilbride
- 2 tph para East Kilbride via Pollokshaws West e Busby (do qual 1tph faz escala em Thorntonhall)
- 1 tph para Barrhead via Pollokshaws West
- 1 tp2h para Kilmarnock (rápido) via Barrhead (do qual 1 tpd continua para Ayr e outro para Girvan)
- 1 tph para Kilmarnock (lento) via Pollokshaws West e Barrhead
- 1 tp2h para Carlisle via Barrhead, Kilmarnock and Dumfries

- Nível baixo:
- 2 tph para Larkhall via Newton e Hamilton Central
- 1 tph para Cumbernauld via Hamilton Central e Motherwell
- 1 tph para Motherwell via Newton e Hamilton Central
- 1 tph para Motherwell via Mount Vernon e Whifflet
- 1 tph para Whifflet via Mount Vernon
- 2 tph para Dalmuir via Anniesland e Singer
- 4 tph para Dalmuir via Yoker e Clydebank

Durante o fechamento temporário da estação de nível alto de Glasgow Queen Street, em 2016, os serviços para Inverness/ Aberdeen via Dundee e Perth foram desviados para Glasgow Central.

#### Avanti West Coast
- 1 tph para London Euston (rápido) via Preston e Warrington Bank Quay (os trens alternam entre escalas em Penrith e Oxenholme Lake District a 1tp2h cada)
- 4 tpd para London Euston via Preston, Warrington Bank Quay, Crewe, Birmingham New Street e Coventry[35][36]

#### CrossCountry
- 1 tpd para Plymouth via Edinburgh Waverley, York, Birmingham New Street e Bristol Temple Meads
- 1 tpd para York via Edinburgh Waverley e Newcastle
- 1 tpd para Edinburgh Waverley

#### TransPennine Express
(Sem serviço aos finais de semana)
- 4 tpd para Manchester Airport via Preston e Manchester Piccadilly
- 1 tpd para Liverpool Lime Street via Preston e St Helens Central
- 1 tpd para Preston via Carlisle

#### London North Eastern Railway
- 1 tpd para London King's Cross via Edinburgh Waverley and York (exceto aos domingos)

#### Caledonian Sleeper
- 1 tpd para London Euston via Preston (exceto nas noites de sábado)